# Вајли Форд (Западна Вирџинија)
Вајли Форд (енгл. Wiley Ford) насељено је место без административног статуса у америчкој савезној држави Западна Вирџинија.

## Демографија
По попису из 2010. године број становника је 1.026, што је 69 (-6,3%) становника мање него 2000. године.
| Група             | 2000.         | 2010.         |
| Белци             | 1.083 (98,9%) | 1.014 (98,8%) |
| Афроамериканци    | 3 (0,3%)      | 4 (0,4%)      |
| Азијати           | 1 (0,1%)      | 1 (0,1%)      |
| Хиспаноамериканци | 2 (0,2%)      | 3 (0,3%)      |
| Укупно            | 1.095         | 1.026         |